# Ceratitis copelandi
Ceratitis copelandi är en tvåvingeart som beskrevs av Meyer och Amnon Freidberg 2006. Ceratitis copelandi ingår i släktet Ceratitis och familjen borrflugor.
Artens utbredningsområde är Kenya. Inga underarter finns listade i Catalogue of Life.